# Arvīds Immermanis
Arvīds Immermanis (9 de setembro de 1912 — julho de 1947) foi um ciclista letão de ciclismo de estrada. Representou seu país, Letônia, nos Jogos Olímpicos de Verão de 1936 em Berlim.